# Почётный знак лауреата Государственной премии Российской Федерации
Почётный знак лауреата Государственной премии Российской Федерации — знак особого отличия в Российской Федерации, вручающийся лауреату Государственной премии Российской Федерации.

## Описание знака
Почётный знак лауреата представляет собой изображение главной фигуры государственного герба России — двуглавого орла. Орёл наложен на серебряный овальный венок из пальмовой и лавровой ветвей. Перекрещённые внизу концы ветвей перевязаны золотой лентой.
На оборотной стороне знака — надпись: «Лауреат Государственной премии Российской Федерации», порядковый номер и приспособление для крепления знака к одежде.
Высота знака — 40 мм, ширина — 32 мм.
До 2005 года знак лауреата имел совершенно другой дизайн и представлял собой золотую медаль, на четырёхугольной колодке с муаровой лентой цветов российского флага. На аверсе изображена оливковая ветвь с надписью «РОССИЯ», на реверсе помещён следующий текст: «Лауреат государственной премии Российской Федерации в области» далее следует указание области знаний, в которой присуждена премия и вырезанный штихелем номер.
Автор знака — народный художник Российской Федерации, член Геральдического совета при Президенте Российской Федерации Евгений Ильич Ухналёв

## Фрачный знак
Знак вручающийся лауреату Государственной премии Российской Федерации наряду с почётным знаком лауреата. Учреждён 14 февраля 2007 года.
Фрачный знак лауреата представляет собой уменьшенную копию почётного знака. На оборотной стороне знака — порядковый номер и приспособление для крепления к одежде.
Изготовлен знак из золота и серебра. Размеры знака: высота — 20 мм, ширина — 18 мм.